# Gornja Sipulja
Gornja Sipulja (cyr. Горња Сипуља) – wieś w Serbii, w okręgu maczwańskim, w mieście Loznica. W 2011 roku liczyła 179 mieszkańców.